# Infiniti I
Infiniti I – samochód osobowy klasy średniej-wyższej produkowanych przez japońską firmę Infiniti w latach 1996–2004. Następca modelu J30. Dostępny jako 4-drzwiowy sedan. Do napędu używano silników V6 o pojemności 3,0 i 3,5 litra. Moc przenoszona była na oś przednią poprzez 4-biegową automatyczną bądź 5-biegową manualną skrzynię biegów. Powstały dwie generacje modelu.

## Dane techniczne ('02 I35)

### Silnik
- V6 3,5 l (3498 cm³), 4 zawory na cylinder, DOHC
- Układ zasilania: wtrysk
- Średnica cylindra × skok tłoka: 95,50 mm × 81,40 mm
- Stopień sprężania: 10,0:1
- Moc maksymalna: 259 KM (190 kW) przy 5800 obr./min
- Maksymalny moment obrotowy: 334 N•m przy 4400 obr./min

### Osiągi
- Przyspieszenie 0-100 km/h: 6,7 s
- Przyspieszenie 0-160 km/h: 19,4 s
- Prędkość maksymalna: 246 km/h

## Galeria

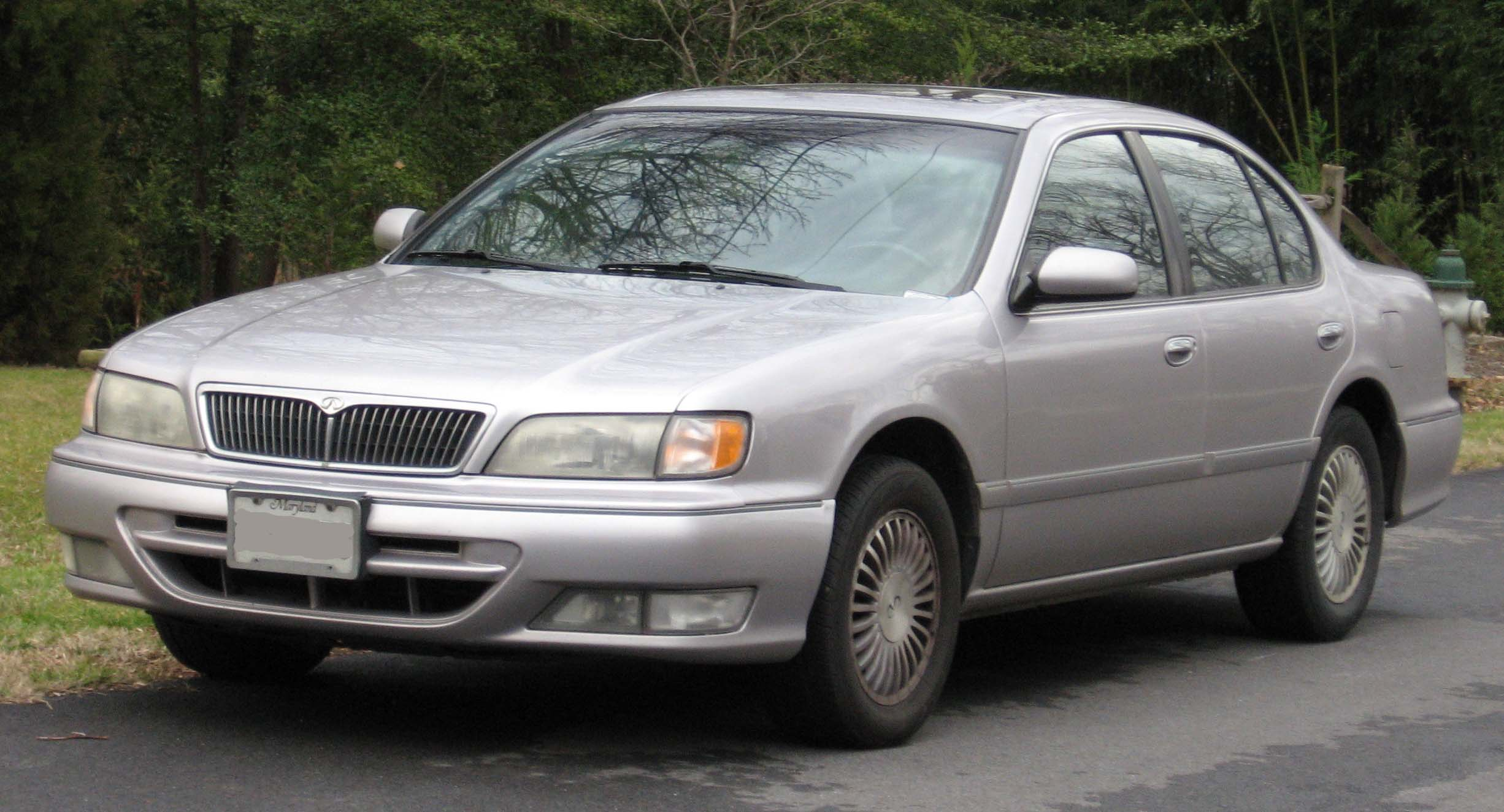
'96-'99 I30
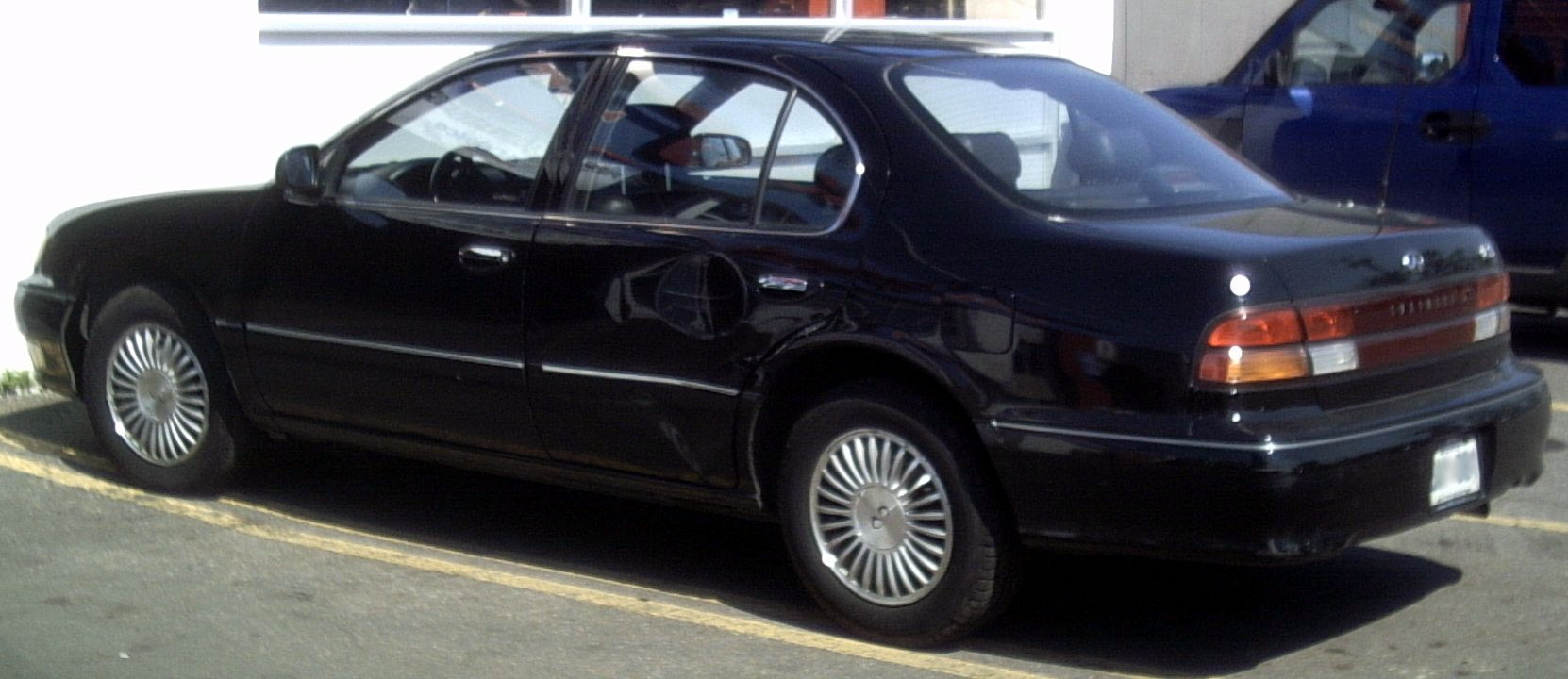
I30
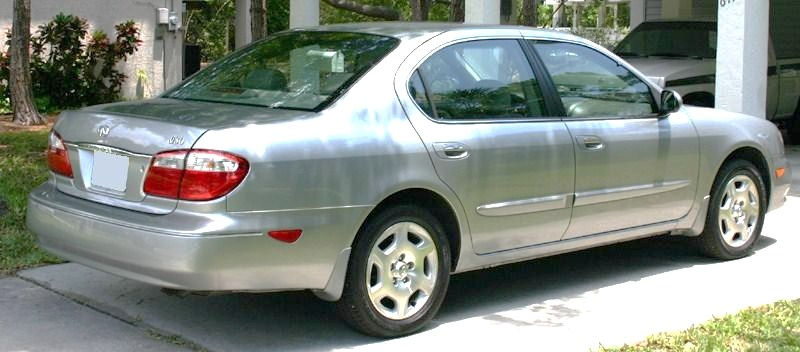
I30
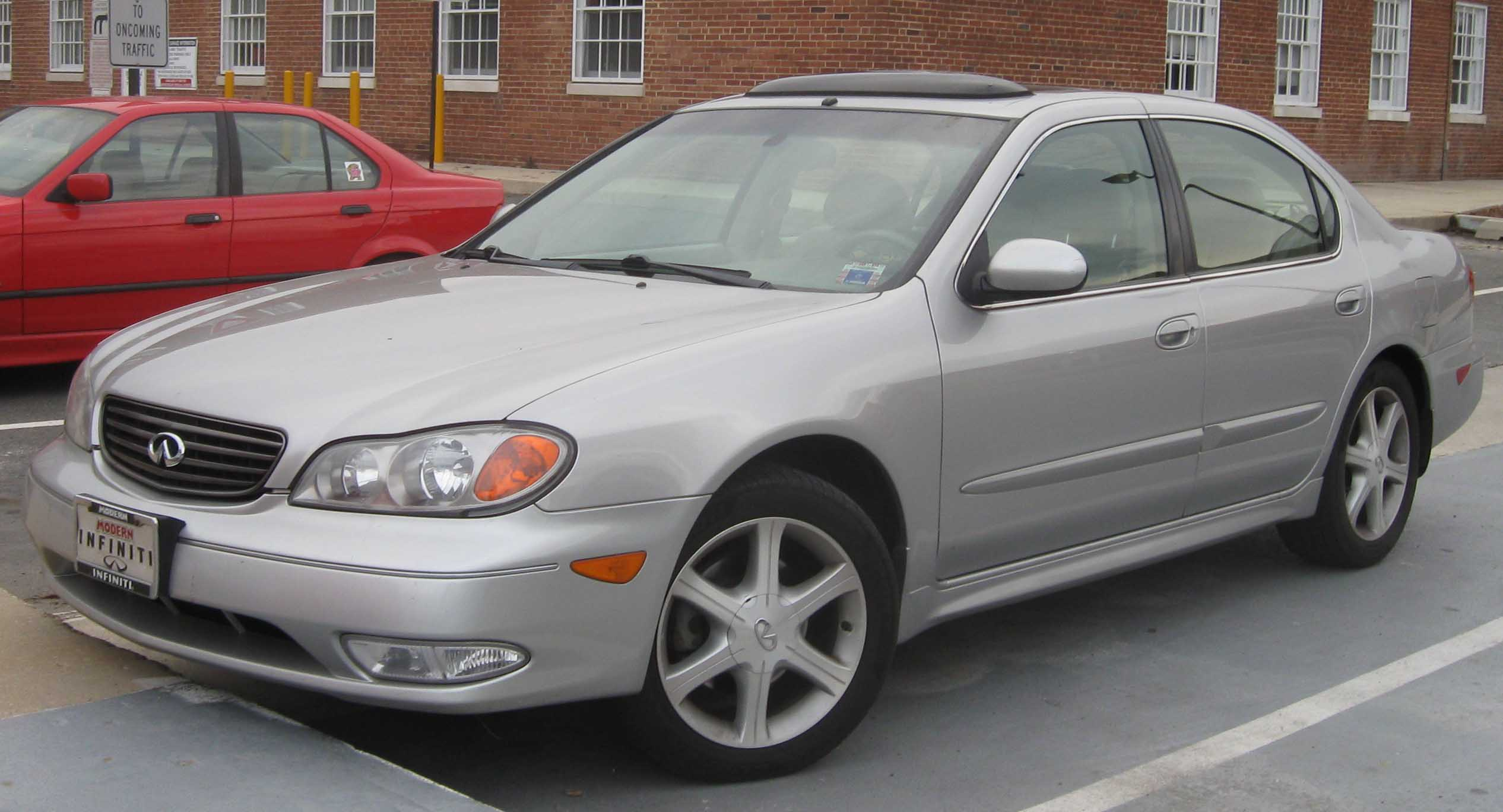
'02-'04 I35